# Tamara Jokić
Tamara Jokić (rođ. Simeonović; Bor, 13.septembar 1992) srpska je književnica.

## Karijera
Završila je Pravni fakultet u Beogradu i sada radi u Beogradu. Pisanjem se bavi još od malih nogu i za sada ima objavljena 4 romana: Metak, Profesor, Crna mamba, Trilogija srca.
Još od malena, Tamara se bavila pisanjem, učestvovanjem u raznim konkursima i slanjem literalnih radova. Vremenom, to je preraslo u ovo kako piše danas. Prva izdavačka kuća bila joj je 'Građanska čitaonica' iz Bora, a danas izdaje za 'Novu poetiku. Kako se kroz čitav život bavila pisanjem i stvaranjem, njena forma pisanja se znatno menjala. U mlađem dobu pisala je pesme i kratke priče i osvajala razne literalne konkurse i kako je rasla i učila, njeno pisanje je postajalo sve opširnije. Danas je postala autorka već četiri ljubavna romana i i dalje nastavlja uspešno da osvaja srca čitalaca.

## Inspiracija
Inspiraciju pronalazi u ljudima i nekim izgovorenim rečenicama od kojih kasnije nastanu čitavi romani. Koliko god bili romantizovani, njeni romani u sebi imaju delove Srbije u kojim živimo, od devedesetih pa sve do podzemlja i politike. I naravno, u ljubavnom romanu likovi uvek imaju srećan kraj. Dok piše, likovima uvek prinese malo svoje emocije i svog razmišljanja, ljubavi i nade. Na taj način ona uspeva da kroz različite ličnosti i situacije prikaže sebe i prenese im malo svog bunta.

## Knjige

### Metak
Metak je njena prva knjiga koja je objavljena 2017. godine. To je je jedna uzbudljiva ljubavna priča. Radnja počinje jedne noći jednim metkom, momak i devojka se zaljubljuju i njihovu ljubav prekida jedan metak. Šest godina kasnije momak se vraća, sada već bogat, i pokušava da istera pravdu. I pitanje koje ostaje čitaocima da otkriju sami jeste da li će pravdu na kraju isterati ljubav ili će neko opet dobiti metak.

### Profesor
Ova knjiga izlazi u aprilu 2018. godine. Ljubavna priča koja u sebi sadrži malo naučne fantastike, malo srpske mitologije, trilera, folklornih predanja. Uroš je sociolog iz Beograda koji dolazi u istočnu Srbiju na odmor i tu se zaljubljuje u vidovitu Vlahinju. Put kojim ga njegova ljubav dalje navodi je veoma uzbudljiv i buran gde se mešaju prošlost, sadašnjost i budućnost i gde se mešaju neke stvari iz naše istorije i folklornih predanja. Ovo je knjiga u kojoj se prepliću i dolaze u vezu različite teme.

### Crna mamba[4]
Ova knjiga takođe izlazi 2018. godine u oktobru, za sajam knjiga i to je potpuno drugačija knjiga od prethodne dve. Radi se o tome da jedna žena prvi put vlada podzemljem Balkana. Dok je traži inspektor Drašković njih dvoje pokušavaju jedno drugo da pronađu. Niko zapravo ne zna kako Tara izgleda, i niko ne zna zašto 'Crna mamba' izvršava zločine koji se dešavaju. Ona kada izvrši ubistvo, na licu mesta ostavlja fotografiju crne mambe i time sama sebi daje nadimak 'Crna mamba' što je zapravo najotrovnija afrička zmija koja jednim svojim ujedom ubije 12 ljudi.

### Trilogija srca[5]
Poslednji roman koji izlazi je roman 'Trilogija srca'. On izlazi u oktobru 2020. godine. Trilogija srca zapravo predstavlja tri romana, tačnije tri ljubavne priče u jednoj knjizi:
1. Zlatno srce
2. Zarobljeno srce
3. Sunce moga srca